# Ostramondra
Ostramondra est une commune allemande de l'arrondissement de Sömmerda, Land de Thuringe.

## Géographie
Ostramondra se situe au sud du Finne. Son territoire est irrigué par la Schafau.
La commune comprend le quartier de Rettgenstedt.
| Kölleda       |             | Finne      |
|               | Ostramondra | Rastenberg |
| Großneuhausen | Olbersleben |            |

## Histoire
Ostramondra est mentionné pour la première fois en 876.
Pendant la Seconde Guerre mondiale, 245 prisonniers de guerre ainsi que des hommes et femmes de Russie, de Pologne, d'Ukraine, de France et d'Italie sont contraints à des travaux agricoles.
En avril 1945, l'armée américaine entre dans le village et occupe le Wasserburg du XVIIIe siècle. Début juillet, l'armée soviétique prend place et réquisitionne le château à ses propriétaires, Karl-Dedo von Krosigk et sa sœur Elisabeth. Les terres sont consacrées à la culture de moutons. Après la fin de la RDA, le château est restauré et est devenu une propriété privée.

### Monuments
- L'église paroissiale Sainte Marie [Schloßkirche Sankt Marien] église du château, est située à l’extrémité nord du village d’Ostramondra, qui compte 560 habitants, et sa tour de chœur médiévale domine l'édifice. En 1712, l’église du château a été construite avec l’inclusion de l’ancienne tour. Attrayant à l’extérieur, l’intérieur impressionne par son mobilier baroque immaculé, notamment une façade d’orgue baroque construit en 1744 par Johann Michael Hartung, ainsi qu'un plafond en berceau en bois avec des peintures et des fresques de très haute qualité.
- L'église Saint Pancrace [Sankt Pancratius Kirche]

La piste cyclable de Finne traverse le village, qui se trouve dans la réserve naturelle de Hohe Schrecke.

## Infrastructures
Ostramondra se trouve sur la Bundesstraße 176.

## Personnalités liées à la commune
- Georg Friedrich Kauffmann (1679–1735), organiste et compositeur baroque.
- Hans Rudolf von Bischoffwerder (1741–1803), conseiller de Frédéric-Guillaume II de Prusse.
- Kurt Ritter (1909-1944), résistant communiste au nazisme.